# Салсомаджоре Терме
Салсомаджо̀ре Тѐрме (на италиански: Salsomaggiore Terme, на местен диалект Sèss, Сес) е курортен град и община в северна Италия, провинция Парма, регион Емилия-Романя. Разположен е на 157 m надморска височина. Населението на общината е 20 157 души (към 2010 г.).
Салсомаджоре Терме е важен термален град.